# Lorlanges
Lorlanges – miejscowość i gmina we Francji, w regionie Owernia-Rodan-Alpy, w departamencie Górna Loara.
Według danych na rok 1990 gminę zamieszkiwało 230 osób, a gęstość zaludnienia wynosiła 16 osób/km² (wśród 1310 gmin Owernii Lorlanges plasuje się na 620. miejscu pod względem liczby ludności, natomiast pod względem powierzchni na miejscu 648.).